# Musikjahr 1541
Liste der Musikjahre

◄◄ | ◄ | 1537 | 1538 | 1539 | 1540 | Musikjahr 1541 | 1542 | 1543 | 1544 | 1545 | ► | ►►

Weitere Ereignisse
Dieser Artikel behandelt das Musikjahr 1541.

## Ereignisse
- Martin Agricola, der sich 1519 in Magdeburg als Musiklehrer niedergelassen und der Reformation angeschlossen hat, ist Kantor der zu einer einzigen städtischen Anstalt zusammengefassten Musikschulen. Neben seiner Lehraufgabe bemüht sich Agricola vor allem darum, der neuen protestantischen Bewegung eine eigene Kirchenmusik zu geben.
- Benedictus Appenzeller ist seit 1536 Sänger am habsburgischen Hof der Regentin Maria von Ungarn in Brüssel und seit 1537 Leiter der Chorknaben (maître des enfants).
- Jakob Arcadelt ist seit 30. Dezember 1540 Sänger der Capella Sistina in Rom, wo er (mit Unterbrechungen) bis Juni 1551 bleibt.
- Pietro Aron ist Mönch in einem Kreuzherrenkloster bei Bergamo.
- Pierre Attaingnant, der um 1527/1528 eine Variante des Notendrucks erfunden hat, die das Drucken in einem Arbeitsgang erlaubt, veröffentlicht von 1528 bis 1552 mehr als 50 Chansonsammlungen und einige „Tanzbücher“.
- Antoine Barbé hat – nach den Akten der Kathedrale von Antwerpen – von 1527 bis 1562 die Stelle des Kapellmeisters inne.
- Leonardo Barré, ein Schüler von Adrian Willaert in Venedig, ist seit 1537 Sänger der päpstlichen Kapelle in Rom. Diese Anstellung behält er bis 1555.
- Eustorg de Beaulieu, der an der Akademie von Lausanne Theologie studiert und 1540 vor dem Konsistorium seine Prüfung abgelegt hat, ist Pfarrer in Thierrens und Moudon im Kanton Waadt.
- Arnold von Bruck ist seit der zweiten Jahreshälfte 1527 in Wien Kapellmeister des österreichischen Regenten Erzherzog Ferdinand (dem späteren König und Kaiser Ferdinand I.) und zwar als Nachfolger von Heinrich Finck. Diese Stellung behält er über 18 Jahre. Die Wiener Hofkapelle gilt als herausgehobene Institution in der österreichisch-habsburgischen Musikwelt, und als Leiter dieser Kapelle genießt Arnold von Bruck ein besonderes Ansehen.
- Joan Brudieu ist Kapellmeister der Kathedrale von La Seu d’Urgell. Diese Position behält er – mit Unterbrechungen – bis kurz vor seinem Tode 1591.
- Nachdem Jakob Buus nach dem Tod von Baldassare da Imola am 9. Januar 1541 den öffentlichen Wettbewerb im Orgelspiel um die vakante Stelle des Organisten der 2. Orgel des Markusdoms in Venedig mit großem Vorsprung gewonnen hat, übersiedelt er am 15. Juli zum Antritt der Stelle nach Venedig.
- Pierre Certon wirkt seit dem Jahr 1529 in Paris an Notre-Dame.
- Francesco Corteccia steht seit dem Jahr 1539 im Dienst der Familie de’ Medici und bekleidet die Stelle des Kapellmeisters am Hofe des Herzogs Cosimo I.
- Thomas Crécquillon, der seit dem Jahr 1540 Kontakte zum Hof von Kaiser Karl V. hat und im Dezember 1540 in einer Pfründenliste drei Mal als „maistre de la chapelle“ aufgeführt ist, hat möglicherweise nach dem Weggang von Nicolas Gombert die Aufgabe des Leiters der Chorknaben übernommen. Die Hofkapelle begleitet den Kaiser auch auf dessen Reisen, weshalb Aufenthalte des Komponisten in Spanien zwischen November 1541 und Mai 1543 wahrscheinlich sind.
- Wolfgang Dachstein wird 1541 Organist am Straßburger Münster und zugleich Musiklehrer am dortigen Gymnasium. Er fügt sich dem Augsburger Interim und bleibt dadurch in seinem Amt.
- Ghiselin Danckerts ist seit 1538 Sänger der päpstlichen Kapelle in Rom. Er wird dieses Amt bis 1565 ausüben.
- Sixt Dietrich, der ab dem 21. Dezember 1540 an die Universität Wittenberg Vorlesungen über Musik an der philosophischen Fakultät gehalten hat, kehrt Mitte 1541 nach Konstanz zurück.
- Benedictus Ducis ist seit 1535 evangelischer Pfarrer in Schalkstetten. Er wird dieses Amt bis zu seinem Tod 1544 ausüben.
- Ludovicus Episcopius studiert seit 1538 an der Artes-Fakultät der Universität Löwen und schließt dort 1541 als Theologe sein Studium ab.
- Wolfgang Figulus besucht vermutlich zwischen 1540 und 1545 die Schule in Frankfurt (Oder).
- Georg Forster ist in Heidelberg der Leibarzt von Pfalzgraf Wolfgang, Herzog von Zweibrücken.
- Guillaume Franc eröffnet 1541 eine Musikschule in Genf.
- Die von Henry Fresneau überlieferten Kompositionen lassen den Schluss zu, dass er seit 1538 und bis 1554 in Lyon gewirkt hat.
- Antonio Gardano, der seit 1532 in Venedig lebt und hier einen Musikverlag und eine Druckerei gegründet hat, gibt zwischen 1538 und 1569 rund 450 Publikationen, vor allem Madrigale und geistliche Musik heraus. Von den noch 388 erhaltenen Drucken sind nur zwei nicht musikalischen Inhalts.
- Nikolaus Herman ist Kantor und Lehrer an der Lateinschule in St. Joachimsthal. Hier arbeitet er unter anderem mit Johannes Mathesius zusammen, der dort ab 1532 als Rektor der Schule und ab 1540 als Pfarrer amtiert.
- Gheerkin de Hondt, der seit dem 31. Dezember 1539 Singmeister der Marienbruderschaft (Illustre Lieve Vrouwe Broederschap) in ’s-Hertogenbosch ist, macht in den Jahren 1541 und 1542 Reisen nach Amsterdam und Leiden, um neue Sänger anzuwerben.
- Clément Janequin ist seit 1534 Kapellmeister der Kathedrale von Angers.
- Hans Kugelmann ist seit 1524 Trompeter und Hofkomponist beim Markgrafen Albrecht in Königsberg. Die nachweisbar steigende Besoldung lässt auf die Wertschätzung durch den Herzog schließen, der ihm 1541 außerdem ein kleines Haus schenkt. Parallel zu seiner Tätigkeit bei Hofe ist er von 1534 bis zu seinem Tode Kapellmeister der Kantorei.
- Erasmus Lapicida, der um das Jahr 1521 vom Habsburger Erzherzog Ferdinand I. (Regierungszeit als Erzherzog 1521–1531) am Schottenkloster in Wien eine Präbende verliehen bekam, lebt dort die 26 restlichen Jahre seines Lebens.
- Jacotin Le Bel ist Mitglied der Hofkapelle des französischen Königs Franz I.
- Francesco Londariti wählt, wie sein Vater Nikolaos, die Klerikerlaufbahn und arbeitet an dessen Kirche bereits in jungen Jahren von 1537 bis 1544 als Organist. Die Unterstützung seines Vaters, die guten Beziehungen seiner Familie und sein außerordentliches Talent als Musiker ermöglichen, dass er als unehelicher Sohn eines Priesters nicht mit den derzeit üblichen Hindernissen konfrontiert ist und nicht nur zum Priester ordiniert, sondern auch mit dem Titel eines Apostolischen Protonotars und verschiedenen hohen kirchlichen Ämtern versehen wird, die mit einträglichem Grundbesitz und damit einigem Wohlstand verbunden sind.
- Martin Luther verfasst die Kirchenlieder Erhalt uns, Herr, bei deinem Wort und Christ, unser Herr, zum Jordan kam.
- Stephan Mahu ist vielleicht schon seit Anfang der 1520er Jahre als Sänger und Posaunist Mitglied des Hofstaats von Königin Anna von Böhmen und Ungarn, der Ehefrau von Ferdinand I. Als Posaunist erscheint sein Name zum letzten Mal im Jahr 1541.
- Jachet de Mantua ist spätestens seit 1535 Magister der Kapellknaben und Kapellmeister an der Kathedrale St. Peter und Paul in Mantua.
- Francesco Canova da Milano ist seit 1535 in Rom als Lautenist und Violaspieler des Kardinals Ippolito de’ Medici und als Lehrer des Neffen von Papst Paul III., Ottavio Farnese, beschäftigt.
- Philippe de Monte ist seit dem Jahr 1540 in Neapel für einige Jahre Musiklehrer (praeceptor musicae) der Kinder des Bankiers Domenico Pinelli aus Genua.
- Cristóbal de Morales, der seit 1535 Sänger in der Sixtinischen Kapelle in Rom ist, unterbricht 1540/41 für rund ein Jahr seinen Dienst und kehrt nach Spanien zurück. Nach seiner Rückkehr häufen sich krankheitsbedingte Ausfälle, da Morales vermutlich an einer schweren Gicht leidet.
- Anton Musa ist seit 1536 Pfarrer in Rochlitz, ein Amt, das er acht Jahre lang ausübt.
- Luis de Narváez steht seit den 1520er Jahren im Dienst von Francisco de los Cobos y Molina (1477–1547), Komtur von León und Sekretär von Kaiser Karl V.; er lebt mit großer Wahrscheinlichkeit in Valladolid mit seinem Dienstherrn bis zu dessen Tod 1547.
- Giovanni Domenico da Nola veröffentlicht 1541 sein erstes Werk, die dreistimmigen „Canzoni villanesche“ in zwei Bänden. Sie finden Beachtung bei Zeitgenossen wie Orlando di Lasso, Hubert Waelrant, Adrian Willaert, Baldassare Donato, Perissone Cambio und Antonio Scandello, und werden von diesen teilweise vierstimmig bearbeitet.
- Girolamo Parabosco ist seit Ende des Jahres 1541 ein Schüler von Adrian Willaert.
- Francesco Patavino ist in Treviso als Kapellmeister tätig.
- Nicolas Payen wirkt seit 1540 in der Hofkapelle von Kaiser Karl V. als clerc d’oratoire und chapelain des hautes messes.
- Matteo Rampollini steht in den Diensten der Medici in Florenz.
- Claudin de Sermisy ist Mitglied der Hofkapelle von König Franz I. von Frankreich. Ab dem Jahr 1533 ist der Komponist als sous-maître über alle Musiker der königlichen Kapelle tätig; die administrative Leitung hat Kardinal François de Tournon, ein enger Vertrauter des Königs. Als sous-maître leitet de Sermisy die Aufführungen der etwa 40 erwachsenen Sänger und sechs Chorknaben, welche die königliche Kapelle während der 1530er und 1540er Jahre besitzt; darüber hinaus ist er für das Wohl der Knaben verantwortlich und hat die Aufsicht über die liturgischen und musikalischen Bücher der Kapelle. Er übt dieses Amt bis etwa 1553 aus.
- Tielman Susato ist seit 1531 Mitglied der Antwerpener Stadtmusikanten; er spielt die Instrumente Flöte, Blockflöte, Krummhorn, Feldtrompete und Posaune und hat vielleicht auch die abendlichen Andachten der Bruderschaft begleitet. Im Jahr 1541 kommt es zur geschäftlichen Zusammenarbeit mit den Druckern Hendrik ter Bruggen und Willem van Vissenaken, die jedoch nicht von langer Dauer ist. Immerhin entsteht in dieser Zeit die Sammlung „Quatuor vocum musicae modulationes“, die erste Antwerpener Ausgabe, die in nur einem Arbeitsgang mit beweglichen Notentypen gedruckt wird. Susato eröffnet wahrscheinlich auch einen Handel mit Musikinstrumenten.
- Adrian Willaert ist seit dem 12. Dezember 1527 Domkapellmeister zu San Marco in Venedig. Der Komponist behält dieses Amt 35 Jahre lang bis zu seinem Tod; erst durch sein Wirken bekommt diese Stelle ihre in ganz Europa herausragende Bedeutung. Willaert ist der Nachfolger von Petrus de Fossis († vor dem 7. Juli 1526).

## Vokalmusik

### Geistlich
- Martin Agricola – Sangbuchlein, Wittenberg
- Gasparo Alberti – Magnificat
- Georg Forster – Kirchenlied Aus tiefer not schrey ich zu dir zu drei Stimmen, Nürnberg
- Nicolas Gombert
  - Buch II der vierstimmigen Motetten, Venedig
    - Averte oculos meos
    - Beata Mater, et innupta Virgo
    - Cur quisquam corradat opes
    - Domine non secundum peccata nostra
    - Ergo ne vitae quod super est meae
    - Fac tibi mortales
    - Miserere nostri, Deus omnium
    - O Domina mundi
    - Quidquid appositum est
    - Reminiscere miserationum tuarum
    - Salve, Regina
    - Salve regina / Ave regina / Inviolata, integra et casta es / Alma Redemptoris mater
    - Sancta Maria mater Dei
    - Sancta Alphonse
    - Si ignoras te o pulchra
    - Surge, Petre
    - Vae, vae Babylon
    - Vita, dulcedo

  - Buch II der fünfstimmigen Motetten, Venedig
    - Ad te levavi oculos meos
    - Ave regina caelorum
    - Caeciliam cantate pii
    - Cantemus virgini canticum novum
    - Conceptio tua Dei genitrix
    - Confitebimur tibi, Deus
    - Da pacem Domine
    - Hodie nata es Virgo Maria
    - Hodie nobis caelorum Rex
    - Hortus conclusus es Dei genitrix
    - Ne reminiscaris Domine
    - O adorandum sacramentum
    - O felix Anna
    - O magnum mysterium
    - Patefactae sunt januae caeli
    - Sit Trinitati sempiterna gloria
    - Surge, Petre (auch Jean Mouton und Philippe Verdelot zugeschrieben)
    - Veni dilecta mea (= In tua patientia)
    - Veni electa mea (zur Hochzeit Karls V. mit Isabella von Portugal, 1526 in Sevilla)
    - Venite ad me omnes
- Heinrich Isaac – Missa Carminum: Noten und Audiodateien im International Music Score Library Project
- Martin Luther
  - Kirchenlied Erhalt uns, Herr, bei deinem Wort
  - Kirchenlied Christ, unser Herr, zum Jordan kam
- Cristóbal de Morales
  - Motette Cum natus esset Jesus: Noten und Audiodateien im International Music Score Library Project
  - Motette Inclina Domine: Noten und Audiodateien im International Music Score Library Project
  - Responsorium Sancta et immaculata virginitas: Noten und Audiodateien im International Music Score Library Project
  - Motette Spem in alium numquam habui: Noten und Audiodateien im International Music Score Library Project
  - Motette Tu es Petrus: Noten und Audiodateien im International Music Score Library Project
- Dominique Phinot – Motette Homo quidam fecit cenam zu fünf Stimmen
- Verschiedene Komponisten – Trium vocum cantiones, Tomus I: Noten und Audiodateien im International Music Score Library Project

### Weltlich
- Anonymus – Chanson Blanc et clairet sont les couleurs: Noten und Audiodateien im International Music Score Library Project
- Jacob Arcadelt – Madrigal Gravi pene in amor: Noten und Audiodateien im International Music Score Library Project
- Pierre Attaingnant (Hrsg.) – 28 Chansons nouvelles, Livre 10: Noten und Audiodateien im International Music Score Library Project
- Jacquet de Berchem – Madrigal Modanna se volete, Venedig
- Jakob Buus – 3 Chansons zu vier Stimmen im Sammeldruck „Le Parangon des chansons. Neufviesme livre“, Lyon
- Pierre Certon
  - Chanson Amour lassif ne peult sa nourriture: Noten und Audiodateien im International Music Score Library Project
  - Chanson A ce matin ce seroit bonne estraine: Noten und Audiodateien im International Music Score Library Project
  - Chanson Que n’est elle aupres de moy: Noten und Audiodateien im International Music Score Library Project
- Jhan Gero – Madrigali italiani et canzon francese a due voci, Libro 1: Noten und Audiodateien im International Music Score Library Project
  - Non fia ch’io tema
  - Mentre che la mia donna
  - Si ch’io l’ho detto
  - Madonna, s’io credessi
  - Qual dogli’ aquagliar
  - Come viver debbo io
  - Non volete ch’io viva
  - Perch’io piang’ad ogn’hor
  - Phillida mia
  - Tirenia mia
  - Non dispregiate donna
  - O beati coloro
  - Chi non ta prov’ amore
  - Non si vedrà giamai
  - Madonn’ io ved’ espresso
  - Donna chi vi conosce
  - Dolcemente s’adira
  - Misero me che per amar
  - Madonna io’ diro
  - Cor mio, perchè pur piangi
  - Ie l’ay aimé
  - Sur tous regretz
  - Ie mi complains
  - Sur le rosée
  - Tres fues d’amours
  - Mon mari est
  - Tant que vivrai: Noten und Audiodateien im International Music Score Library Project
  - Là là, maistre Pietre
  - Quant ie boy
  - Au loli
- Daniel Van Gilst (Hrsg.) – 30 Canzoni francese: Noten und Audiodateien im International Music Score Library Project
  1. Anonymus (16. Jahrhundert): Jennette Marion se vont jouer
  2. Guillaume Le Heurteur: Regretz soucy et peine
  3. Claudin de Sermisy: C’est une dure despartie
  4. Claudin de Sermisy: Je ne fais rien que requérir
  5. Claudin de Sermisy: Celle qui m’a tant pourmené
  6. Claudin de Sermisy: Au pres de vous secretement demeure
  7. Anonymus (16. Jahrhundert): Tant est gentil plaisant et gracieulx
  8. Anonymus (16. Jahrhundert): Amour amour tu es par trop curelle
  9. Cosson – Mauldicte soit la mondaine richesse
  10. Anonymus (16. Jahrhundert): La loy d’amours est tant inique et dure
  11. Claudin de Sermisy: Contre raison vous m’estes fort estrange
  12. Anonymus (16. Jahrhundert): Le cueur de vous ma présence désire
  13. Claudin de Sermisy: J’ay le désir content et le faict resolu
  14. Guillaume Le Heurteur: Grace et vertu bonté beaulté noblesse
  15. Gosse: Amour me voyant sans tristesse
  16. Antoine de Févin: Hellas je suis marry de ces maulditz jaleux
  17. Guillaume Le Heurteur: Quant je boy du vin claret tout tourne
  18. Claudin de Sermisy: Vignon vignon vignon vignette
  19. Anonymus (16. Jahrhundert): Bastienne vous avés changé d’amis
  20. Anonymus (16. Jahrhundert): Bon pastoreau garde bien ta houlette
  21. Anonymus (16. Jahrhundert): La tres doulce plaisant velue
  22. Claudin de Sermisy: Par fin despit je m’en iray seullette
  23. Claudin de Sermisy: Si mon malheur my continue
  24. Anonymus (16. Jahrhundert): C'est malencontre que d’aymer
  25. Mathieu Gascongne: En disant une chansonette
  26. Mathieu Gascongne: Je suis trop jeunette
  27. Claudin de Sermisy: J’ay contenté ma volunté suffisement
  28. Ninot le Petit: C’est donc pour moy que ansins suis fortunée
  29. Gosse: Si j’ay eu du mal ou du bien
  30. Claudin de Sermisy: Changeons propos c’est trop chanté d’amours
- Nicolas Gombert
  - Chanson Mon coeur elist zu vier Stimmen
  - Chanson S’io veggio sotto l’un e l’altro ciglio, Madrigal zu sechs Stimmen
  - Chanson Tant de traveil zu vier Stimmen
- Giovanni Domenico da Nola – Canzoni villanesche: Noten und Audiodateien im International Music Score Library Project, darin:
  - Chi la Gagliarda: Noten und Audiodateien im International Music Score Library Project
- Giordano Passetto – [26] Madrigali nuovi a voce pare […] libro primo zu vier Stimmen, Venedig, OCLC 78979183
- Dominique Phinot – Madrigal S’in veder voi, madonna zu sechs Stimmen
- Girolamo Scotto (Hrsg.) – I madrigali a tre voci: Noten und Audiodateien im International Music Score Library Project
- Philippe Verdelot
  - Madrigal Ardenti miei sospiri: Noten und Audiodateien im International Music Score Library Project
  - Madrigal Ultimi miei sospiri: Noten und Audiodateien im International Music Score Library Project
- Verschiedene Komponisten – Traditional Italian Songs: Noten und Audiodateien im International Music Score Library Project
  - E d’una viduella
  - Un giorno mi pregeo
  - Zoia zentil
  - Oyme oyme
  - O dolce vita mia
  - Madonn’ io non lo so
  - Si ch’e lo vero
  - Gli occhi toi
  - O dolce vita mia
  - Madonn’ io non lo so
  - Oime oime
  - Madonna ma pieta
  - Che t’aggio fatto
- Girolamo Vespa – Madrigal Misera che farò: Noten und Audiodateien im International Music Score Library Project
- Pierre de Villiers
  - Chanson Chi l’eta sua piu verde: Noten und Audiodateien im International Music Score Library Project
  - Chanson Dame qui as l’esprit et la beaulté: Noten und Audiodateien im International Music Score Library Project
  - Chanson Force d’amour souvent me veult contraindre: Noten und Audiodateien im International Music Score Library Project
  - Chanson Las, plus je viz plus je suis malheureuse: Noten und Audiodateien im International Music Score Library Project
  - Chanson Lo meissony sur lo sey se retire: Noten und Audiodateien im International Music Score Library Project
  - Chanson Si d’ung seul mal amour en a faict deux: Noten und Audiodateien im International Music Score Library Project
  - Chanson Si tu voulloys mon amour acquerir: Noten und Audiodateien im International Music Score Library Project
- Adrian Willaert
  - Chanson As tu point veu: Noten und Audiodateien im International Music Score Library Project
  - Chanson Baisez moy tant: Noten und Audiodateien im International Music Score Library Project
  - Madrigal Rompi de l'empio cor: Noten und Audiodateien im International Music Score Library Project

## Instrumentenbau
- Veit ten Bendt beendet die Arbeiten an der Orgel für die Kirche St. Mariä Geburt in Kempen. 1553 erweitert er die Orgel um ein Rückpositiv.

## Geboren

### Geburtsdatum gesichert
- 26. November (getauft): Ludovico Bartolaia, italienischer Komponist († 1641)

### Genaues Geburtsdatum unbekannt
- Guillaume Mazuel, französischer Instrumentalmusiker († 1590)
- Conrad Neusidler, deutscher Lautenist und Komponist († nach 1604)

## Gestorben

### Todesdatum gesichert
- 17. Januar: Giovanni Spataro, italienischer Musiktheoretiker und Komponist (* 1458)
- 00. Januar: Lupus Hellinck, franko-flämischer Komponist und Sänger (* 1493 oder 1494)
- 29. April: Johann Gramann, deutscher Reformator und Dichter von Kirchenliedern (* 1487)

### Genaues Todesdatum unbekannt
- Hans Kotter, deutscher Komponist und Organist (* 1480)
- Stephan Mahu, franco-flämischer Komponist und Kapellmeister (* zwischen 1480 und 1490)